# La Bloutière
La Bloutière [la blutjɛʁ] est une commune française, située dans le département de la Manche en région Normandie, peuplée de 430 habitants.

## Géographie
La commune est au sud du Pays saint-lois. Son bourg est à 5 km au nord de Villedieu-les-Poêles, à 7 km au sud-ouest de Percy et à 10 km au sud-est de Gavray.
Le territoire est traversé par la route départementale no 9 reliant Villedieu-les-Poêles au sud à Gavray au nord-ouest. Du bourg situé à l'est, on y accède par la D 485 au sud-ouest, par la D 562 à l'ouest et par une voie communale au nord-ouest. La D 485 se prolonge à l'est, permettant de rejoindre La Colombe et mène à l'ouest vers Fleury, joignable également par le prolongement plus au nord de la D 562. Partant de la D 9 au Chêne Briant, la D 51 mène au petit bourg de l'Orbehaye (commune de Montaigu-les-Bois) au nord. L'accès à l'A84 vers Caen est à La Colombe (échangeur 38) à 4 km au sud-est, et vers Rennes à Fleury (échangeur 37) à 5 km au sud.
La Bloutière est dans le bassin de la Sienne qui délimite le territoire à l'est et dont quelques courts affluents — dont la Davière — parcourent le territoire communal. La Bérence, affluent plus important (11,4 km), sillonne l'ouest, puis part rejoindre le fleuve côtier à Gavray.
Le point culminant (171 / 172 m) se situe au nord, près du lieu-dit le Chêne Briant. Le point le plus bas (80 m) correspond à la sortie de la Sienne du territoire, au nord. La commune est bocagère.
| Montaigu-les-Bois | Montaigu-les-Bois, Percy | La Colombe                     |
| Le Mesnil-Garnier | La Bloutière             | La Colombe                     |
| Fleury            | Fleury                   | Villedieu-les-Poêles-Rouffigny |

### Hydrographie
La commune est située dans le bassin Seine-Normandie. Elle est drainée par la Sienne, la Bérence, le cours d'eau 01 de la commune de Montaigu-les-Bois, le cours d'eau 01 du Hamel Plançon, la Daviere, le fossé 01 de l'Hôtel au Brait, le fossé 01 du Village Bertrand, le fossé 01 du Village de Caquevel, le fossé 05 de la Rairie, le fossé 06 de la Rairie et la Sienne,,.
La Sienne, d'une longueur de 93 km, prend sa source dans la commune de Noues de Sienne et se jette  dans le golfe de Saint-Malo en limite de Agon-Coutainville et de Regnéville-sur-Mer, après avoir traversé 21 communes. 

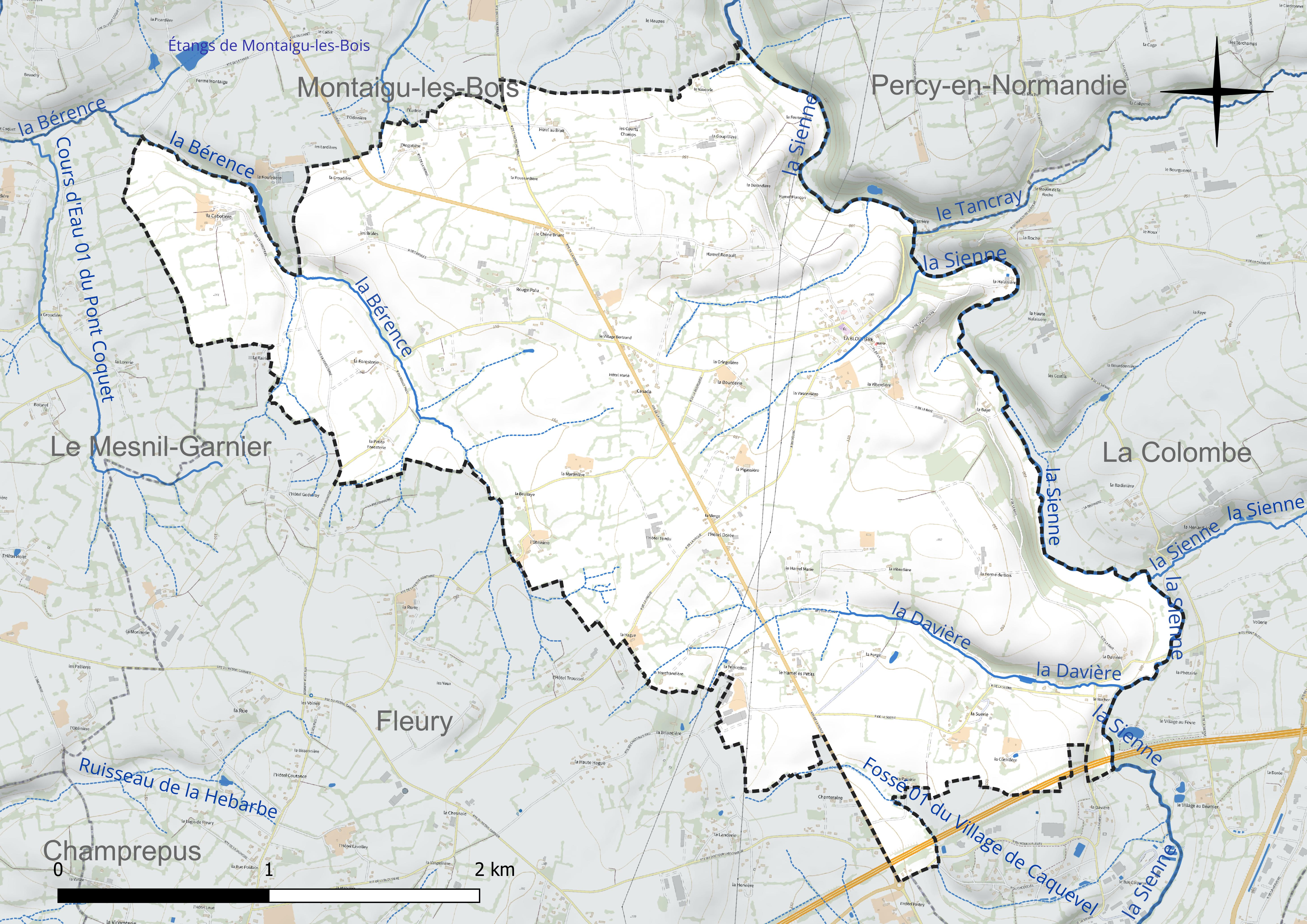
Réseau hydrographique de la Bloutière.

La Bérence, d'une longueur de 11 km, prend sa source dans la commune de Fleury et se jette  dans la Sienne à Gavray-sur-Sienne, après avoir traversé cinq communes. 

### Climat
Pour des articles plus généraux, voir Climat de la Normandie et Climat de la Manche.
En 2010, le climat de la commune est de type climat océanique franc, selon une étude du CNRS s'appuyant sur une série de données couvrant la période 1971-2000. En 2020, Météo-France publie une typologie des climats de la France métropolitaine dans laquelle la commune est exposée à un climat océanique et est dans la région climatique  Normandie (Cotentin, Orne), caractérisée par une pluviométrie relativement élevée (850 mm/a) et un été frais (15,5 °C) et venté. Parallèlement le GIEC normand, un groupe régional d'experts sur le climat, différencie quant à lui, dans une étude de 2020, trois grands types de climats pour la région Normandie, nuancés à une échelle plus fine par les facteurs géographiques locaux. La commune est, selon ce zonage, exposée à un « climat contrasté des collines », correspondant au Bocage normand, bien arrosé, voire très arrosé sur les reliefs les plus exposés au flux d'ouest, et frais en raison de l'altitude.
Pour la période 1971-2000, la température annuelle moyenne est de 10,7 °C, avec une amplitude thermique annuelle de 12,3 °C. Le cumul annuel moyen de précipitations est de 1 015 mm, avec 14,4 jours de précipitations en janvier et 9,2 jours en juillet. Pour la période 1991-2020, la température moyenne annuelle observée sur la station météorologique la plus proche, située sur la commune de Cerisy-la-Salle à 17 km à vol d'oiseau, est de 11,5 °C et le cumul annuel moyen de précipitations est de 1 112,5 mm,. Pour l'avenir, les paramètres climatiques de la commune estimés pour 2050 selon différents scénarios d'émission de gaz à effet de serre sont consultables sur un site dédié publié par Météo-France en novembre 2022.

## Urbanisme

### Typologie
Au 1er janvier 2024, La Bloutière est catégorisée commune rurale à habitat dispersé, selon la nouvelle grille communale de densité à sept niveaux définie par l'Insee en 2022.
Elle est située hors unité urbaine. Par ailleurs la commune fait partie de l'aire d'attraction de Villedieu-les-Poêles-Rouffigny, dont elle est une commune de la couronne,. Cette aire, qui regroupe 11 communes, est catégorisée dans les aires de moins de 50 000 habitants,.

### Occupation des sols
L'occupation des sols de la commune, telle qu'elle ressort de la base de données européenne d'occupation biophysique des sols Corine Land Cover (CLC), est marquée par l'importance des territoires agricoles (97,4 % en 2018), une proportion identique à celle de 1990 (97,4 %). La répartition détaillée en 2018 est la suivante : prairies (62 %), terres arables (20,8 %), zones agricoles hétérogènes (14,5 %), forêts (2,6 %). L'évolution de l'occupation des sols de la commune et de ses infrastructures peut être observée sur les différentes représentations cartographiques du territoire : la carte de Cassini (XVIIIe siècle), la carte d'état-major (1820-1866) et les cartes ou photos aériennes de l'IGN pour la période actuelle (1950 à aujourd'hui).

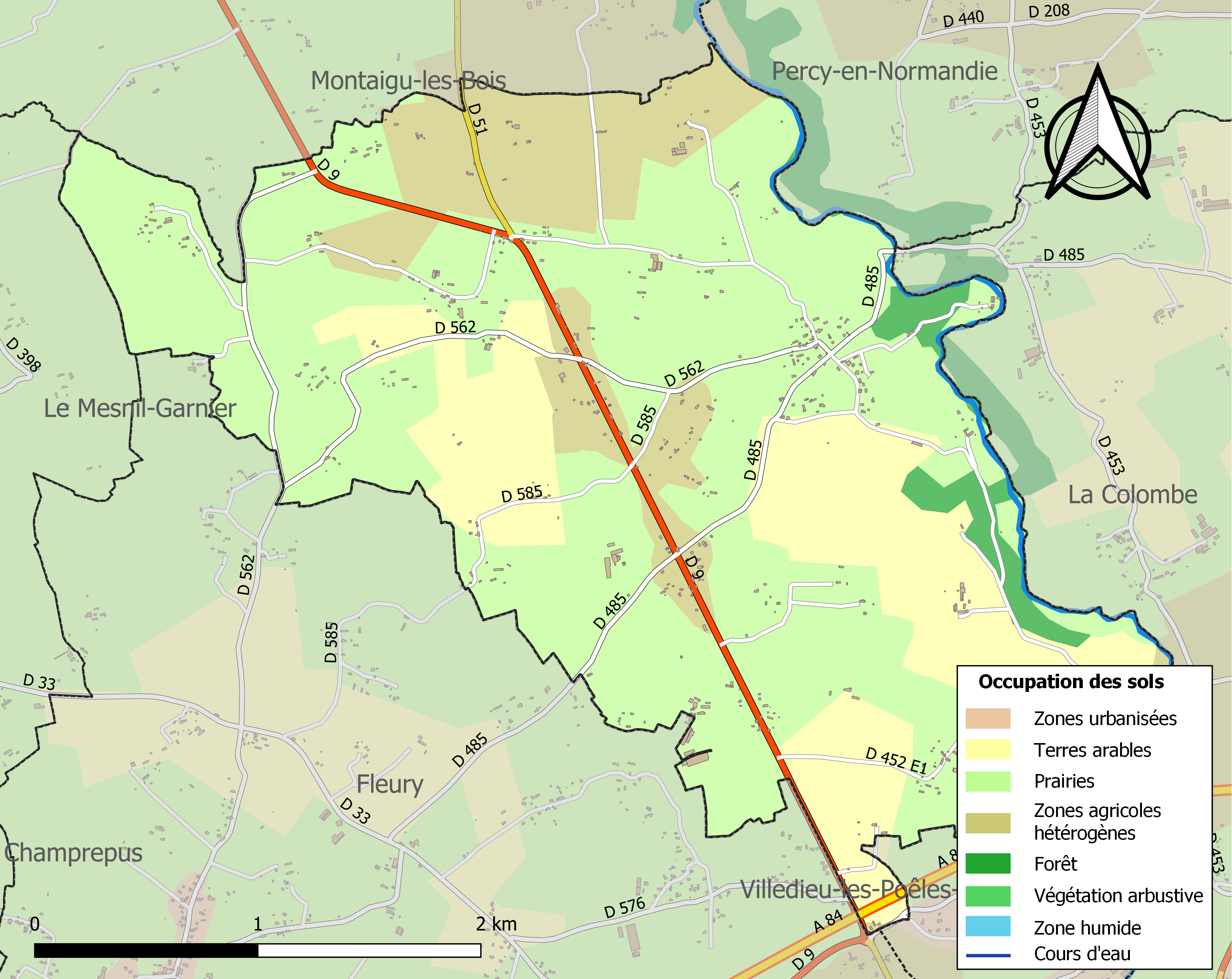
Carte des infrastructures et de l'occupation des sols de la commune en 2018 (CLC).

## Toponymie
Le nom de la localité est attesté sous les formes Bloteria en 1189, Bloeteria fin du XIIe siècle, Bloetaria en 1200.
Issu du suffixe latin -aria, le suffixe français -ière évoque au Moyen Âge la propriété. Le propriétaire dont il est question ici devait s'appeler Blout ou Blouet.
Le gentilé est Bloutierion.

## Histoire
Un chevalier Richard de Rollos fut chambellan de Guillaume le Conquérant, et son nom figure parmi les bienfaiteurs de l'abbaye de Lessay.
Il y avait un château, le château de la Roche, disparu dès le XIVe siècle. Sous le règne d'Henri II Plantagenêt, son possesseur devait au château de Gavray le service d'un chevalier, pour le fief de Rollos.
Le château se trouvait près de l'église, sur les bords de la Sienne, et faisait face au château de la Roche-Tesson sis sur la commune de La Colombe. Richard de Rollos, petit-fils de Hugues, comte d'Avranches, fonda en 1199, à proximité du château, un important prieuré, dont la fondation fut confirmée la même année par Guillaume de Tournebu, évêque de Coutances, qui consacra l'église. Son frère, Guillaume de Rollos donna le prieuré à l'église de La Bloutière. Les derniers religieux le quittèrent en 1764.

## Politique et administration
| Période                                  | Période      | Identité          | Étiquette | Qualité                 |
| ---------------------------------------- | ------------ | ----------------- | --------- | ----------------------- |
| 1945                                     | 1968         | Armand Lemaître   |           |                         |
| 1969                                     | 1995         | Gaston Le Maistre | DVD       |                         |
| 1995                                     | mars 2008    | Roland Bazire     | SE        | Éleveur                 |
| mars 2008                                | mars 2014    | Hubert Queuniet   | SE        | Retraité (enseignement) |
| mars 2014                                | janvier 2018 | Didier Guilbert   | SE        | Ouvrier                 |
| mars 2018                                | En cours     | Patrick Orange    |           | Retraité                |
| Les données manquantes sont à compléter. |              |                   |           |                         |

Le conseil municipal est composé de onze membres dont le maire et deux adjoints.

## Démographie
L'évolution du nombre d'habitants est connue à travers les recensements de la population effectués dans la commune depuis 1793. Pour les communes de moins de 10 000 habitants, une enquête de recensement portant sur toute la population est réalisée tous les cinq ans, les populations de référence des années intermédiaires étant quant à elles estimées par interpolation ou extrapolation. Pour la commune, le premier recensement exhaustif entrant dans le cadre du nouveau dispositif a été réalisé en 2007.
En 2022, la commune comptait 430 habitants, en évolution de +1,18 % par rapport à 2016 (Manche : −0,31 %, France hors Mayotte : +2,11 %).
La Bloutière a compté jusqu'à 788 habitants en 1836.
| 1793 | 1800 | 1806 | 1821 | 1831 | 1836 | 1841 | 1846 | 1851 |
| ---- | ---- | ---- | ---- | ---- | ---- | ---- | ---- | ---- |
| 668  | 639  | 712  | 671  | 702  | 788  | 731  | 660  | 672  |

| 1856 | 1861 | 1866 | 1872 | 1876 | 1881 | 1886 | 1891 | 1896 |
| ---- | ---- | ---- | ---- | ---- | ---- | ---- | ---- | ---- |
| 668  | 648  | 571  | 578  | 582  | 551  | 546  | 535  | 489  |

| 1901 | 1906 | 1911 | 1921 | 1926 | 1931 | 1936 | 1946 | 1954 |
| ---- | ---- | ---- | ---- | ---- | ---- | ---- | ---- | ---- |
| 503  | 458  | 432  | 424  | 425  | 444  | 443  | 454  | 455  |

| 1962 | 1968 | 1975 | 1982 | 1990 | 1999 | 2006 | 2007 | 2012 |
| ---- | ---- | ---- | ---- | ---- | ---- | ---- | ---- | ---- |
| 442  | 398  | 374  | 418  | 428  | 418  | 399  | 396  | 411  |

| 2017 | 2022 | - | - | - | - | - | - | - |
| ---- | ---- | - | - | - | - | - | - | - |
| 428  | 430  | - | - | - | - | - | - | - |

## Culture locale et patrimoine

### Lieux et monuments
- Église Notre-Dame des XVe, XVIe – XVIIIe siècles composée d'une nef avec voûte lambrissé, d'un transept, de la tour à la place d'un transept et du chœur. Elle abrite une statue de sainte Venice (autre nom de sainte Véronique[44]) représentée assise dans un cuvier nue jusqu'à la ceinture, du XVe, classée au titre objet aux monuments historiques[45], des stalles, saint Jacques Le Majeur du XIVe, saint Roch et le chien du XVIe, sainte Catherine d'Alexandrie du XVe, un lutrin supportant un graduel de Coutances du XIXe.

Sainte Venice, une des saintes thaumaturges les plus populaires du Cotentin, est invoquée dans le trouble des fonctions féminines et le culte qui lui est particulièrement voué à La Bloutière, et dont la réputation dépasse les limites départementales, consiste à découper un ruban à disposition du pèlerin et à en disposer un bout autour du cou de la statue et à en conserver un autre sur soi. La couleur du ruban, blanc (pertes blanches) ou rouge (flux menstruel), dépend du mal à traiter.
- Calvaire des XVIIe – XIXe siècles, croix de cimetière datée de 1804, dont une des marches a été remplacée par une pierre tombale de 1727, croix de chemin armorié du XVIIe siècle, vers Fleury.
- Logis du prieuré du XVIIIe siècle.
- Fontaine Saint-Thomas, connue depuis le XIe siècle avec la présence des ermites Hugues et Simon. Son eau était réputée miraculeuse.
- If funéraire de plus de 1 000 ans dans le cimetière